# Конференция католических епископов Бангладеш
Конференция католических епископов Бангладеш  (англ. Catholic Bishops' Conference of  Bangladesh, CBCB) — коллегиальный орган национального церковно-административного управления Римско-Католической церкви в Бангладеш. Конференция католических епископов Бангладеш объединяет всех епископов и архиепископов латинского обряда, проживающих на территории страны.

## История
До октября 1978 года католические иерархи Бангладеш входили в Конференцию католических епископов Пакистана.
В 1971 году, вскоре после образования Бангладеш, состоялось общее собрание католических иерархов Бангладеш, которое основало независимую Конференцию католических епископов Бангладеш. Решение этого собрания было утверждено Святым Престолом 18 октября 1978 года.
Конференция католических епископов Бангладеш осуществляет определённые пастырские функции, направленные для решения литургических, дисциплинарных и иных вопросов, возникающих в католической общине Бангладеш. Решения Конференции католических епископов Бангладеш утверждаются Римским папой.
Высшим органом Конференции католических епископов Бангладеш является общее собрание епископов и архиепископов. Вне общего собрания действует секретариат Конференции под управлением председателя Конференции.

## Комиссии конференции
- Комиссия апостольского служения:
  - Комиссия по литургии и молитве;
  - Катехистическая и библейская комиссия;
  - Комиссия по делам семьи;
  - Комиссия по христианскому воспитанию;
  - Комиссия по делам здравоохранения;
  - Комиссия за справедливость и мир;
  - Комиссия по христианскому единству и межрелигиозный диалог;
  - Комиссия по социальным коммуникациям;
- Комиссия личностных отношений:
  - Комиссия по делам молодёжи;
  - Комиссия по делам мирян;
  - Комиссия по делам духовенства и конгрегаций;
  - Комиссия по делам семинарии.
- Комиссия организаций:
  - Каритас Бангладеш;
  - Папская миссия обществ.

## Источник
- Annuario Pontificio, Libreria Editrice Vaticana, Città del Vaticano, 2003, стр. 1003, ISBN 88-209-7422-3